# Chengdu Open 2018 - Qualificazioni singolare
Le qualificazioni del singolare del Chengdu Open 2018 sono state un torneo di tennis preliminare per accedere alla fase finale della manifestazione. I vincitori dell'ultimo turno sono entrati di diritto nel tabellone principale. In caso di ritiro di uno o più giocatori aventi diritto a questi sono subentrati i lucky loser, ossia i giocatori che hanno perso nell'ultimo turno ma che avevano una classifica più alta rispetto agli altri partecipanti che avevano comunque perso nel turno finale.

## Teste di serie
1. Jason Kubler (primo turno)
2. Ruben Bemelmans (qualificato)
3. Bernard Tomić (qualificato)
4. Lloyd Harris (qualificato)

1. Félix Auger-Aliassime (ultimo turno, lucky loser)
2. Ernests Gulbis (primo turno)
3. Prajnesh Gunneswaran (qualificato)
4. Miomir Kecmanović (ultimo turno)

## Qualificati
1. Prajnesh Gunneswaran
2. Ruben Bemelmans

1. Bernard Tomić
2. Lloyd Harris

### Lucky loser
1. Félix Auger-Aliassime

## Tabellone

### Legenda
| - Q = Qualificato - WC = Wild card - LL = Lucky loser | - ALT = Alternate - SE = Special Exempt - PR = Protected Ranking | - w/o = Walkover - r = Ritirato - d = Squalificato |

### Sezione 1
|  | Primo turno | Primo turno          | Primo turno          | Primo turno | Primo turno |  |  | Ultimo turno | Ultimo turno         | Ultimo turno         | Ultimo turno | Ultimo turno |  |
|  |             |                      |                      |             |             |  |  |              |                      |                      |              |              |  |
|  | 1           | Jason Kubler         | 4                    | 6           | 3           |  |  |              |                      |                      |              |              |  |
|  |             | Hiroki Moriya        | 6                    | 3           | 6           |  |  |              | Hiroki Moriya        | Hiroki Moriya        | 4            | 3            |  |
|  | WC          | Xia Zihao            | Xia Zihao            | 2           | 5           |  |  | 7            | Prajnesh Gunneswaran | Prajnesh Gunneswaran | 6            | 6            |  |
|  | 7           | Prajnesh Gunneswaran | Prajnesh Gunneswaran | 6           | 7           |  |  |              |                      |                      |              |              |  |

### Sezione 2
|  | Primo turno | Primo turno           | Primo turno           | Primo turno | Primo turno |  |  | Ultimo turno | Ultimo turno          | Ultimo turno          | Ultimo turno | Ultimo turno |  |
|  |             |                       |                       |             |             |  |  |              |                       |                       |              |              |  |
|  | 2           | Ruben Bemelmans       | Ruben Bemelmans       | 6           | 6           |  |  |              |                       |                       |              |              |  |
|  | WC          | Te Rigele             | Te Rigele             | 3           | 3           |  |  | 2            | Ruben Bemelmans       | Ruben Bemelmans       | 7            | 6            |  |
|  | Alt         | Yusuke Takahashi      | Yusuke Takahashi      | 3           | 2           |  |  | 5            | Félix Auger-Aliassime | Félix Auger-Aliassime | 64           | 2            |  |
|  | 5           | Félix Auger-Aliassime | Félix Auger-Aliassime | 6           | 6           |  |  |              |                       |                       |              |              |  |

### Sezione 3
|  | Primo turno | Primo turno     | Primo turno     | Primo turno | Primo turno |  |  | Ultimo turno | Ultimo turno    | Ultimo turno | Ultimo turno | Ultimo turno |  |
|  |             |                 |                 |             |             |  |  |              |                 |              |              |              |  |
|  | 3           | Bernard Tomić   | Bernard Tomić   | 6           | 6           |  |  |              |                 |              |              |              |  |
|  |             | Renta Tokuda    | Renta Tokuda    | 3           | 4           |  |  | 3            | Bernard Tomić   | 65           | 6            | 7            |  |
|  | PR          | Jahor Herasimaŭ | Jahor Herasimaŭ | 6           | 6           |  |  | PR           | Jahor Herasimaŭ | 7            | 3            | 64           |  |
|  | 6           | Ernests Gulbis  | Ernests Gulbis  | 4           | 1           |  |  |              |                 |              |              |              |  |

### Sezione 4
|  | Primo turno | Primo turno       | Primo turno       | Primo turno | Primo turno |  |  | Ultimo turno | Ultimo turno      | Ultimo turno      | Ultimo turno | Ultimo turno |  |
|  |             |                   |                   |             |             |  |  |              |                   |                   |              |              |  |
|  | 4           | Lloyd Harris      | Lloyd Harris      | 6           | 7           |  |  |              |                   |                   |              |              |  |
|  |             | Ivan Nedelko      | Ivan Nedelko      | 2           | 5           |  |  | 4            | Lloyd Harris      | Lloyd Harris      | 6            | 6            |  |
|  |             | Yosuke Watanuki   | Yosuke Watanuki   | 0           | 2           |  |  | 8            | Miomir Kecmanović | Miomir Kecmanović | 4            | 2            |  |
|  | 8           | Miomir Kecmanović | Miomir Kecmanović | 6           | 6           |  |  |              |                   |                   |              |              |  |